# Michelle Branch
Michelle Jacquet DeSevren Branch Landau (* 2. července 1983 Flagstaff, Arizona) je americká zpěvačka, skladatelka, kytaristka a držitelka prestižní ceny Grammy. Na hudební scéně debutovala v roce 2000, kdy vydala nezávislé album Broken Bracelet. Následovala alba Hotel Paper (2001) a The Spirit Room (2003), obě vydaná společností Maverick, kterou založila zpěvačka Madonna. V roce 2004 vytvořila duo s muzikantkou Jessicou Harp, které nazvaly The Wreckers. Spolu v roce 2006 vydaly jedno album, Stand Still, Look Pretty, a následně pokračovaly v samostatných kariérách. V roce 2010 vydala šestnáctiminutové extended play Everything Comes and Goes. Roku 2017 vydala svou první dlouhohrající desku po čtrnácti letech, nazvanou Hopeless Romantic.

## Hudba
V prosinci 2000 dělala předskokanku chlapecké skupině Hanson a krátce na to vydala album The Spirit Room, na kterém se objevily i úspěšné písně jako „All You Wanted“ nebo „Goodbye to You“.
V roce 2002 nazpívala hlavní vokál k písni „The Game of Love“, kde ji na kytaru doprovázel Carlos Santana. Tato píseň byla také její první v kariéře, která se dostala do Top 5 hitparády Billboard Hot 100. Později získala za tuto píseň i Grammy.
V roce 2015 zpívala vokály v písni „Sleep“ z alba Cahuenga Gardens kytaristy Dustina Boyera.

## Osobní život
23. května 2004 si v Mexiku vzala za svého manžela o devatenáct let staršího basáka Teddyho Landaua. 3. srpna 2005 se jim narodilo první dítě, dcera Owen Isabelle. V roce 2015 se rozvedli. V roce 2019 se vdala za bubeníka Patricka Carneyho, s nímž má syna (2018) a dceru (2022).

## Diskografie
| Rok  | Album                                                              | Umístění | Umístění | Umístění | Umístění | Umístění | Certifikace          |
| Rok  | Album                                                              | USA      | KAN      | UK       | NZ       | AUS      | Certifikace          |
| ---- | ------------------------------------------------------------------ | -------- | -------- | -------- | -------- | -------- | -------------------- |
| 2000 | Broken Bracelet - Nezávislé album - Vydáno: 1. června 2000         | -        | -        | -        | -        | -        |                      |
| 2001 | The Spirit Room - 1. studiové album - Vydáno: 14. srpna 2001       | 28       | -        | -        | -        | 25       | Certifikace: Platina |
| 2003 | Hotel Paper - 2. studiové album - Vydáno: 24. června 2003          | 2        | 4        | 35       | 4        | 18       | Certifikace: Platina |
| 2017 | Hopeless Romantic - 3. studiové album - Vydáno: 7. dubna 2017      | 143      | -        | -        | -        | -        |                      |
| 2022 | The Trouble with Fever - 4. studiové album - Vydáno: 16. září 2022 | -        | -        | -        | -        | -        |                      |

## Singly
- Everywhere (2001)
- All You Wanted (2002)
- The Game of Love (feat. Carlos Santana, 2002)
- Goodbye to You (2002)
- Are You Happy Now? (2003)
- Breathe (2003)
- One of These Days (2003)
- Til I Get over You (2003)
- I'm Feeling Good (2005)
- Sooner or Later (2009)
- Getaway (feat. Timbaland, 2010)
- Loud Music (2011)
- Hopeless Romantic (2017)
- I'm a Man (2022)